# Arquitetura românica em Portugal
A Arquitetura românica em Portugal, tal como o românico em toda a Europa, tinha como principal função a construção de castelos, fortificações e também igrejas.
Durante a Reconquista cristã, de que nasceu Portugal, a arte peninsular não muçulmana continuava, na maior parte, os velhos modelos visigóticos, quer revestindo as formas moçárabes duma arte popular, do cristão submetido, a qual fundia elementos da tradição hispano-visigótica com os de origem cordovesa, quer adquirindo características ainda mais originais no reino das Astúrias, onde a remota arte visigótica se esfumara com a influência carolíngia, lombarda e romana.
Os templos cristãos de então eram pesados, com paredes muito grossas, poucas aberturas e iluminação. A planta era normalmente em cruz latina, com três naves, duas laterais mais pequenas, e uma central mais larga; eram separadas por arcadas ou grossas colunas de pedra. A cobertura era feita em abóbada de berço ou de arestas.
Anexados à igreja estavam o campanário (torre sineira), o baptistério e por vezes claustros fortificados, que para além de terem a sua função religiosa serviam de refúgio para os populares durante ataques à povoação.
Um dos melhores expoentes do românico em Portugal é a Sé Velha de Coimbra, cuja construção data do século XII.

## Introdução
| “             | "O exemplo da arte românica portuguesa é precisamente um daqueles em que o abuso da noção de influência mais arrisca falsear os julgamentos." "L'exemple de l'art roman portugais est précisément l'un de ceux où l'abus de la notion d'influence risque le plus de flausses les jusgements" | ” |
| — G. Gaillard | |   |

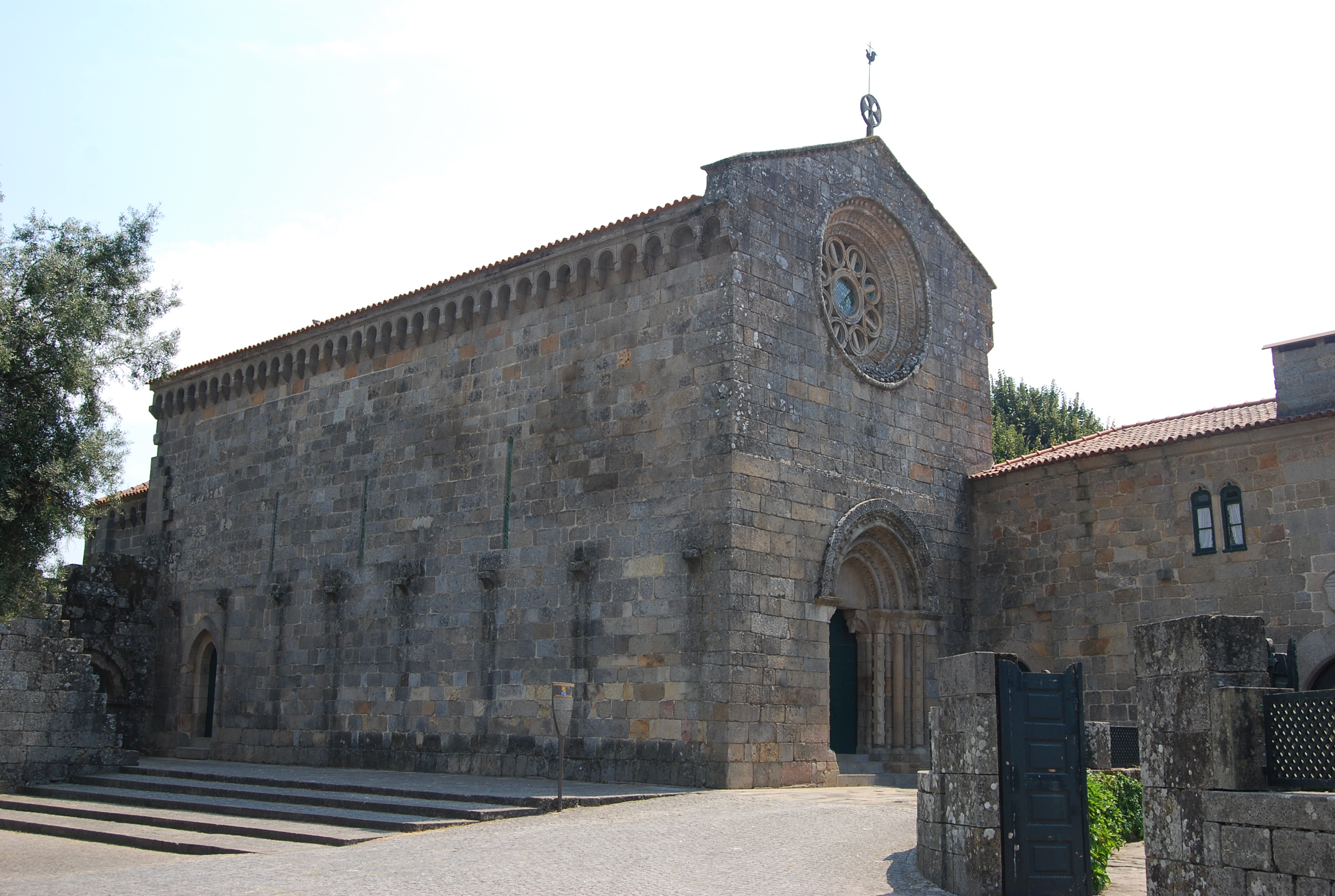
A Igreja de São Pedro de Roriz, tal como outras igrejas românicas, tem uma aparência robusta e resistente.

Foi nas zonas recentemente anexadas ao território português, e por isso mais abertas à influência estrangeira, locais onde o mecenato real e eclesiástico era mais forte, que se estabeleceram comunidades monásticas francesas e artistas estrangeiros, onde as suas obras (como as de Coimbra e Lisboa) encontraram as formas mais artisticamente completas do românico. À medida que se expandia, tornou-se mais localizado e fundiu-se com as técnicas e soluções construtivas regionais anteriores.
A construção de edifícios românicos ganhou impulso após 1095, quando o Conde Henrique de Borgonha tomou posse do Condado de Portugal. O Conde Henrique chegou a Portugal com nobres e monges beneditinos da Abadia de Cluny, que era chefiada pelo irmão de Henrique, Hugo. Os beneditinos e outras ordens religiosas acabaram por dar um grande impulso à arquitetura românica em Portugal ao longo do século XII. Exemplos de tais igrejas monásticas e paroquiais rurais, a maioria delas construídas nos séculos IX e século X com características artísticas da Alta Idade Média e anteriores à difusão da arquitetura românica, são a Igreja de São Pedro de Rates, um dos melhores edifícios iconográficos deste estilo em Portugal, as igrejas do mosteiro de Paço de Sousa, Santa Maria de Airães e a mosteiro de São Pedro de Ferreira, entre outras.
As suas comunidades seguiram inicialmente a regra beneditina, mas foram depois profundamente influenciadas pelas reformas monásticas do século XI, principalmente a reforma beneditina, que se reflete na adoção de características arquitetónicas do recém-criado românico, criando algumas soluções decorativas e arquitetónicas regionais muito ricas.

## Arquitetura pré-românica: arte moçárabe

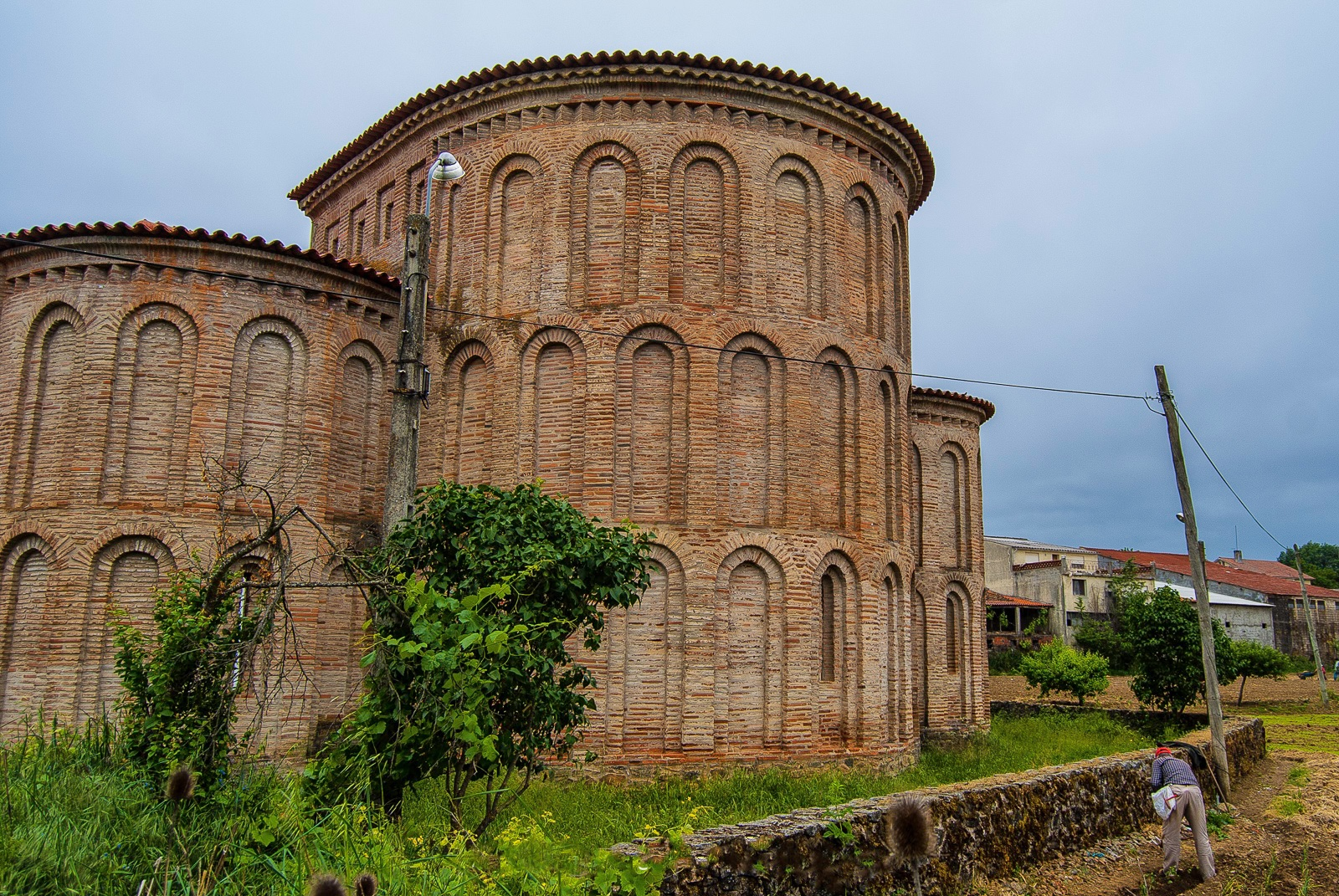
Abside do mosteiro de Castro de Avelãs, uma mistura de estilos moçárabe e asturiano-leonês.

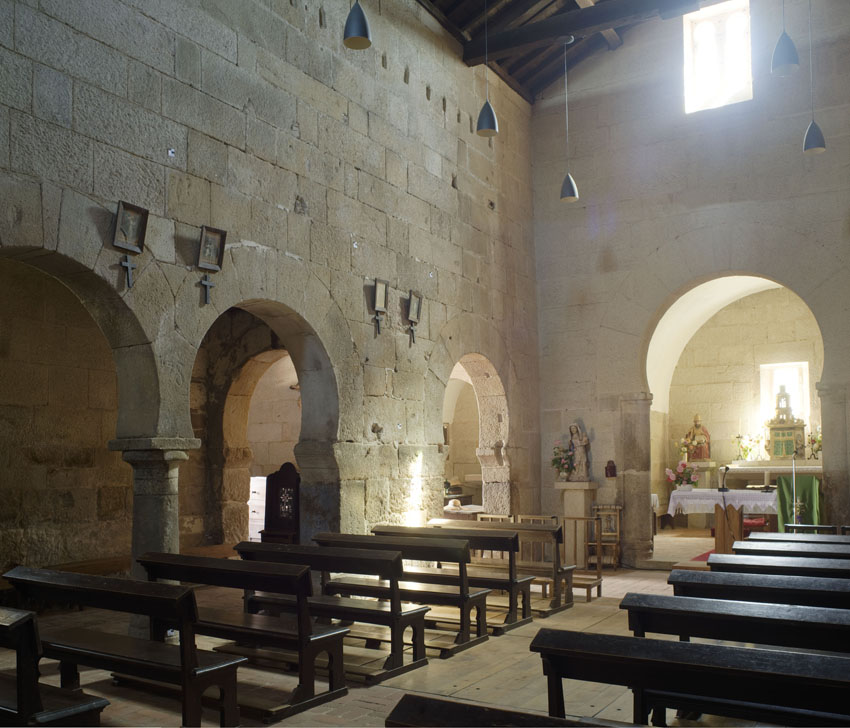
Nave central de la iglesia de São Pedro de Lourosa (Coímbra)

A arte moçárabe refere-se não só ao estilo artístico dos moçárabes (de musta'rab, que significa 'arabizado'), os cristãos ibéricos que viviam no al-Andalus e que adoptaram alguns costumes árabes sem se converterem ao islamismo, conservando a sua religião e uma certa autonomia eclesiástica e judicial, mas também às mesmas comunidades que migraram para norte, para os Reinos Cristãos, trazendo consigo um fenómeno arquitectónico em que se fundiram elementos artísticos cristãos e islâmicos.
Embora as comunidades moçárabes tenham mantido algumas das igrejas visigóticas anteriores à ocupação islâmica para a prática dos seus ritos religiosos, a extensão deste património artístico visigótico é difícil de determinar, uma vez que a maioria dos monumentos do período anterior se perderam. No entanto, os edifícios sobreviventes parecem agarrar-se tenazmente às tradições da arquitetura do Visigótica, com poucas ou nenhumas características de islâmica. Tudo isto os inclui no conceito amplo de arquitetura pré-românica. Para além desta possível ligação visigótica, a arquitetura moçárabe em Portugal entrou também em contacto com a arte asturiana, identificada com as criações artísticas produzidas durante o século IX, concretamente nos territórios que compunham o Reino das Astúrias. No entanto, esta actividade artística, em geral (e a arquitetura em concreto) não se limitou a esta zona nem a este século, mas abrangeu toda a península setentrional e continuou no século seguinte.
O exemplo mais excepcional da arquitectura moçárabe em Portugal é a igreja de São Pedro de Lourosa, perto de Coimbra. Não há dúvida de que esta igreja rural foi fundada por volta de 912 d.C. (950 da Era Hispânica, correspondendo a 912 da Era Cristã), segundo uma inscrição autêntica encontrada num dos braços do transepto. Apesar de algumas referências asturianas às gravuras da igreja, as influências dos modelos arquitetónicos preferidos pelos moçárabes são bem visíveis na modulação da cantaria e principalmente nos elementos decorativos das cornijas (uso da chambrana) e no desenho dos arcos em ferradura, típicos do estilo moçárabe e da Espanha romana. A sua estrutura, de estilo basílico, compreende um pequeno transepto que separa o coro do corpo principal do edifício (nártex) e uma fiada de três arcos sobrepostos suportados por colunas que separam a nave central das naves laterais. Durante as obras de restauro realizadas em meados do século XX, foram encontrados diversos elementos arquitetónicos que terão pertencido a uma igreja visigótica anterior.
Outros exemplos de monumentos moçárabes em território português são a capela de São Pedro de Balsemão em Lamego, Catedral de Idanha-a-Velha, com uma influência mais visigótica mas ainda utilizada pela comunidade moçárabe da região, a Igreja de São Gião, seguinte Nazaré, e a abside única do antigo mosteiro de Castro de Avelãs (Bragança), que apresenta não só um sabor moçárabe, mas também uma profunda fusão com elementos arquitetónicos asturiano-leoneses. A maioria dos estudiosos datou a sua construção de finais do século XII e inícios do século XIII, embora novos achados arqueológicos tenham contestado esta data e a tenham situado no século XI.

Exemplos de arte moçárabe em Portugal
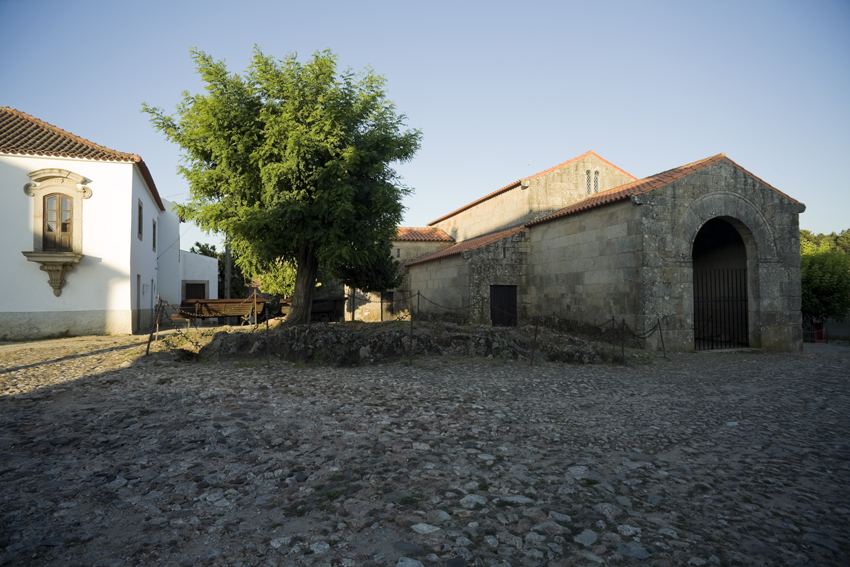
Fachada com nártex da igreja de São Pedro de Lourosa.
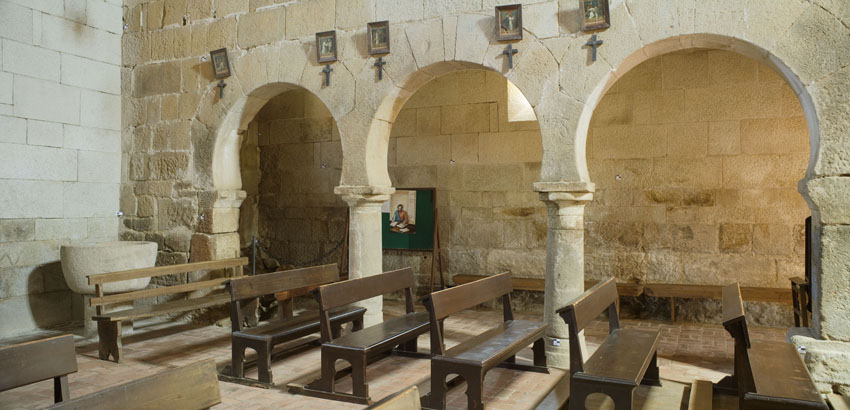
Arcos em ferradura de estilo moçárabe na igreja de São Pedro de Lourosa.
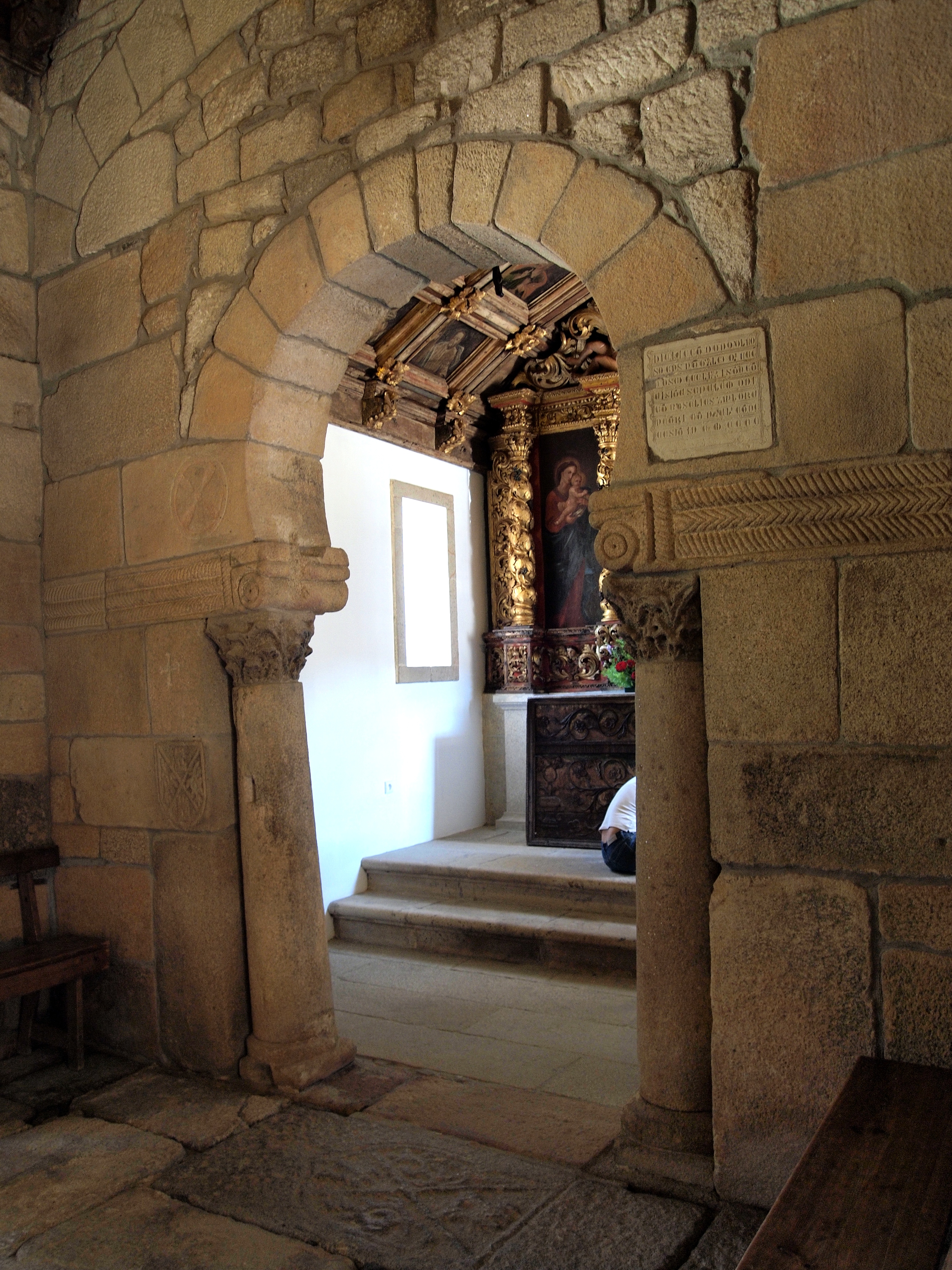
Arco e câmara em ferradura na capela de São Pedro de Balsemão (Lamego).
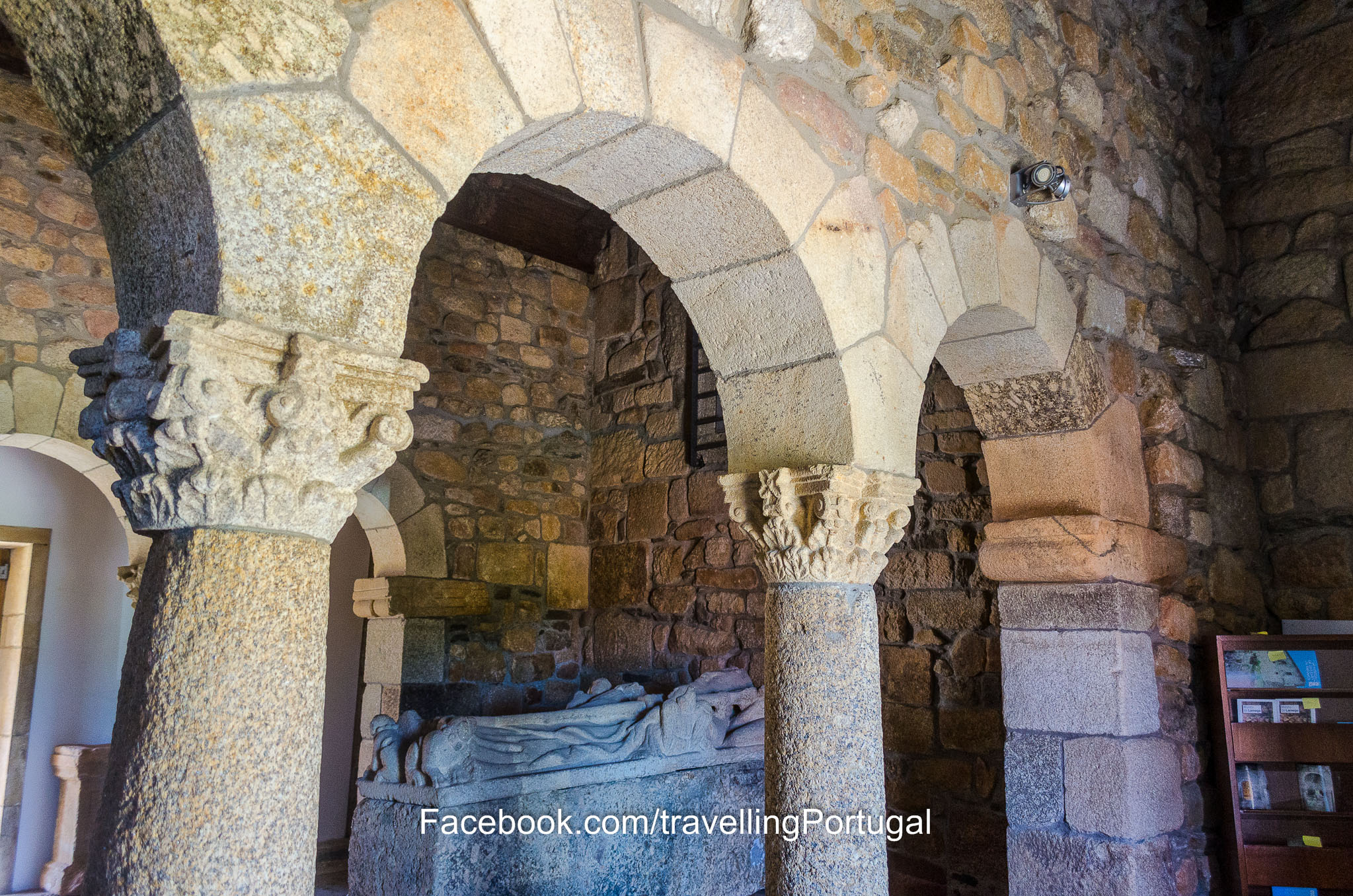
Capitéis coríntios da época visigótica na capela de São Pedro de Balsemão.
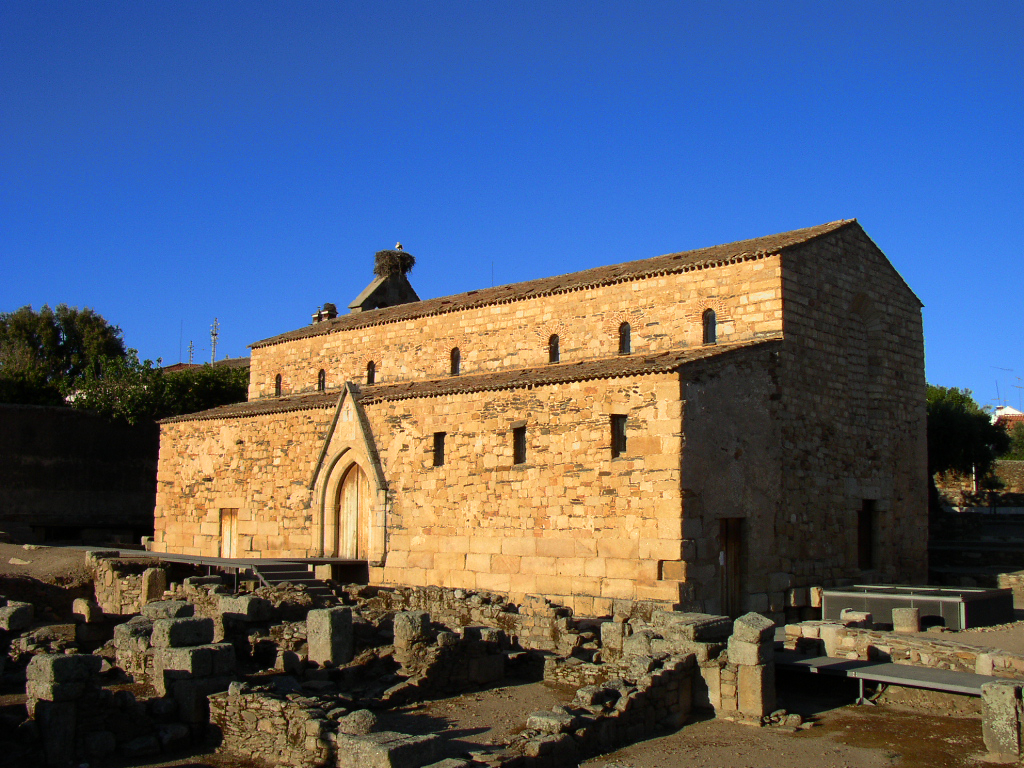
Originária do período visigótico, apresenta algumas características menores moçárabes (e mais tarde românicas e góticas) (Idanha-a-Velha).
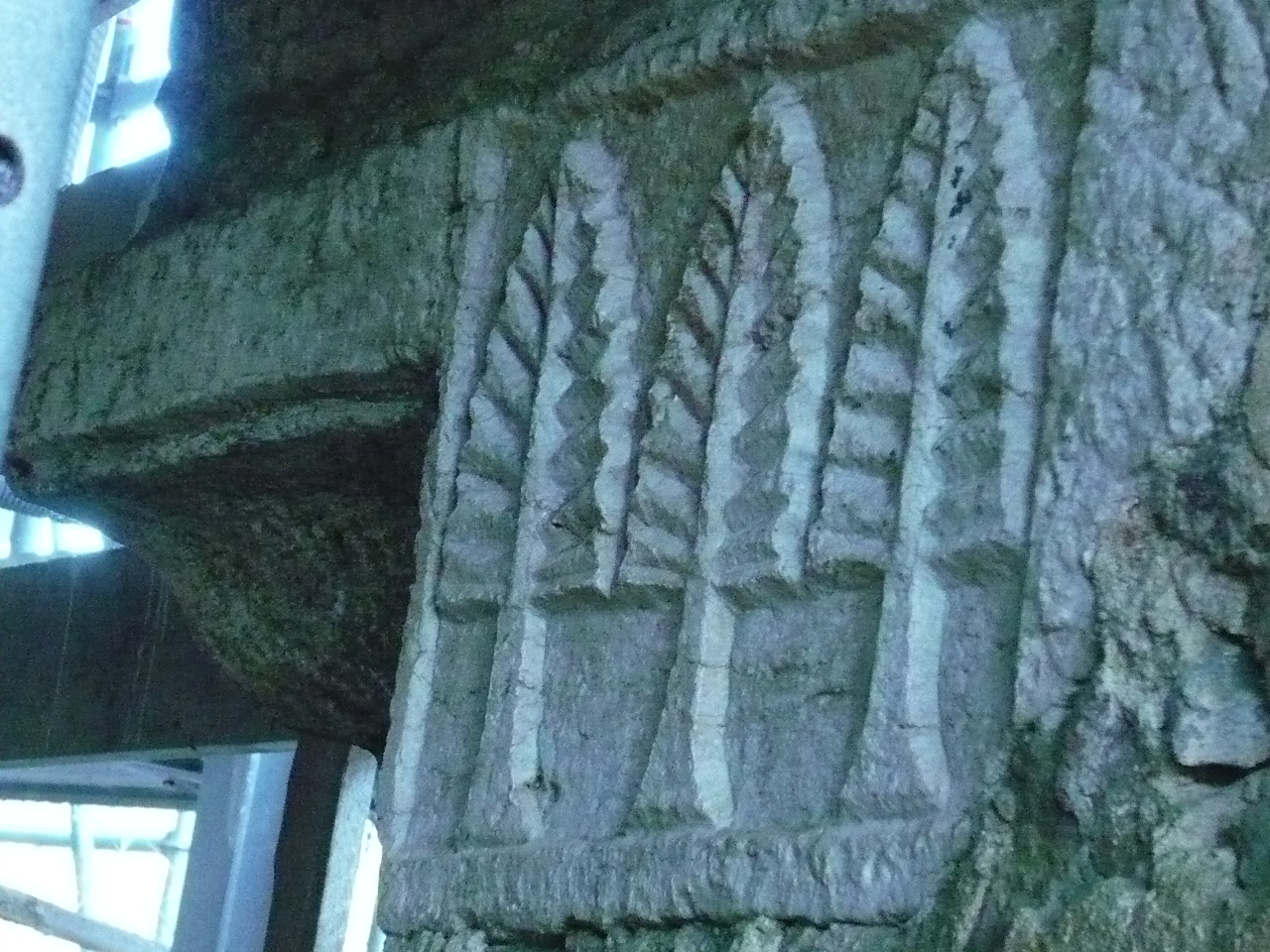
Motivos vegetalistas moçárabes na igreja de São Gião.

## Sé de Braga

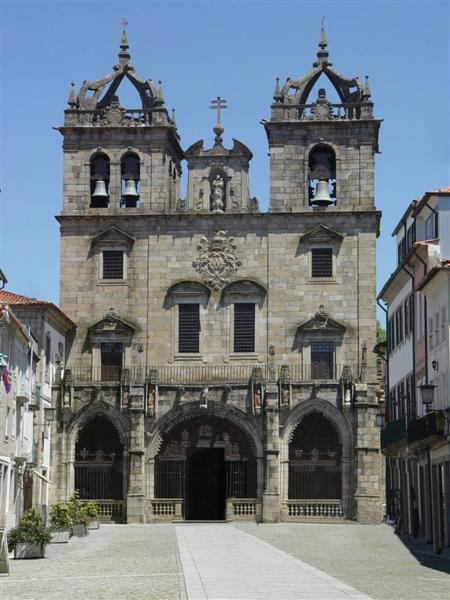
Sé de Braga.

A Sé de Braga, o primeiro monumento românico português, deriva de Compostela, adaptada à sua função de metropolita, e não de templo de peregrinação, donde a planta ter sido a duma igreja de três naves, com transepto e cabeceira composta apenas de capela-mor e absídiolos. Do século XII são ainda o portal principal, modificado nos séculos XV e XVI, e a porta lateral, ou do Sol com decoração da época.
Este românico de Braga irradiou por toda a região de Entre Douro e Minho, sobretudo nos elementos decorativos, pois são raras as igrejas de três naves, como as de Travanca, Mosteiro de Pombeiro e São Pedro de Rates. Define-se ainda outro e importante grupo com as igrejas de Paço de Sousa, Roriz, Cete e Fonte Arcada, já dos séculos XII e XIII, caracterizadas principalmente pelas arcaturas torreadas e emprego alternado de colunas cilíndricas ou prismáticas, além de especial lavor na decoração dos ábacos e plintos. Na zona raiana, influenciada pelo românico da Galiza, distribuem-se as igrejas de Igreja de Nossa Senhora da Orada, Igreja de São Fins de Friestas e Convento de Ganfei, a mais notável de todas, pelas suas três e impressionante escultura de capitéis.

## Sé do Porto

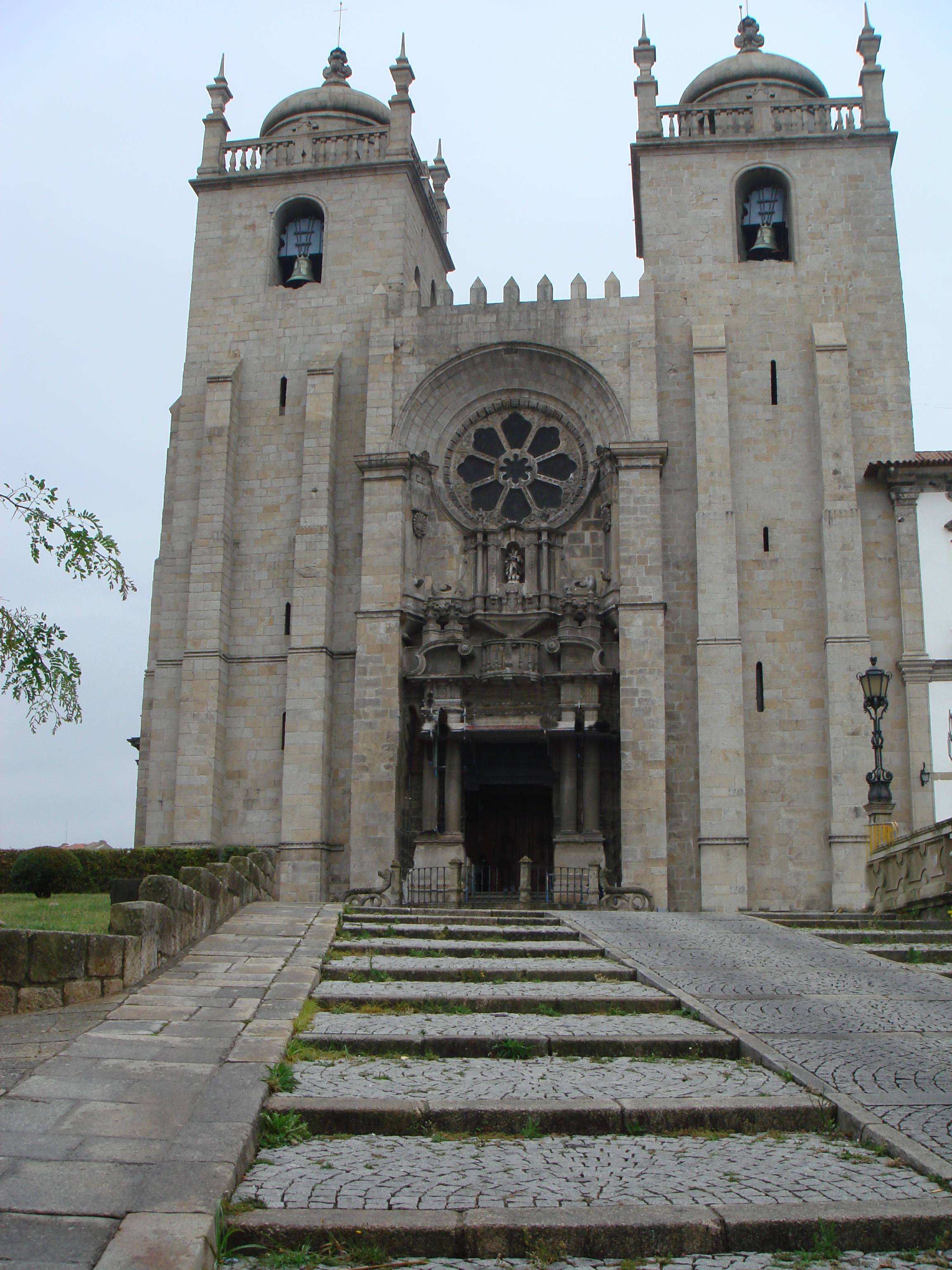
Sé do Porto

A planta da Sé do Porto é de três naves com transepto. Vários vestígios românicos são visíveis em todo o monumento como nas bases das torres e na fachada do transepto. Nos arredores da cidade, a igreja de Santa Marinha de Águas Santas, de uma só nave, com ábside quadrangular e absídiolo, distingue-se pelos portais, as frestas e os capitéis esculpidos.

## Domus Municipalis de Bragança
Na cidade de Bragança ergue-se, a Domus Municipalis, simples e admirável exemplar da arquitectura românica civil.
[ligação inativa]

## Sé Velha de Coimbra e Sé de Lisboa
Santa Cruz de Coimbra, apesar da transformação que sofreu com o manuelino, conserva ainda vestígios da primitiva construção românica. A Sé Velha é típica do românico com três naves, a central de abóbada de berço, transepto pouco pronunciado e cabeceira de ábside e absídiolos semi-circulares. A escultura dos capitéis é a mais representativa do românico em Portugal. A Sé de Coimbra irmana-se com a de Lisboa, que lhe é posterior, talvez pelos mesmos mestres, Roberto e Bernardo, trabalharem em ambas, em meados do século XII. Além de ter mais um tramo e torres, o monumento de Lisboa tem os arcos e pilares num românico mais evoluído.

## Românico na Estremadura
Na Estremadura encontramos ainda as igrejas de S. João do Alporão, em Santarém, monumento de transição para o gótico; S. Pedro de Leiria e Sta. Maria de Alcácer do Sal (1217).

## Fim do Românico e adopção do Gótico
Quando a Reconquista chegou ao sul do país, o românico estava a terminar. A planta da Sé de Évora é de três naves com transepto muito saliente e tradicional lanterna no cruzeiro. É, no entanto, o mais nacional dos monumentos portugueses, pois assimilou as formas eruditas às tradicionais populares. A Ordem de Cister trouxe, com a sua reforma, uma arte mais austera com o emprego de arcos apontados e abóbadas de berço quebrado, como em São João de Tarouca, o primeiro mosteiro da ordem fundado em 1140.
Igrejas menores, como as de Santa Maria de Fiães, Santa Maria de Aguiar e Santa Maria do Bouro, filiam-se neste grupo, em que se impõe, pelas dimensões, o mosteiro de Alcobaça. A cabeceira, com deambulatório e capelas radiantes de abóbadas de berço, é antiga, ao lado das construções dos arcos botantes exteriores. Ao longo da sua construção medieval, o mosteiro de Alcobaça ilustra a passagem da arquitectura cisterciense do românico para o gótico.